# Johnny Mitchell
Johnny Mitchell Jr. (Chicago, Illinois - 20 de janeiro de 1971) é um ex-jogador de futebol americano e treinador norte americano.
Como jogador, atuou no New York Jets e Dallas Cowboys. Na liga universitária, jogou na Universidade de Nebraska e foi chamado via draft para o 1992 NFL Draft. Mitchell graduou-se pela Simeon Career Academy (então conhecida como Simeon Vocational High School) em 1989.
Ele atualmente é um analista esportivo do canal de televisão britânico Sky Sports na cobertura do NFL, bem como no ESPN e, também, é treinador do Opção Pyros.